# Ajit Varadaraj Pai
Ajit Varadaraj Pai est président de la Commission fédérale des communications américaine (FCC-Federal Communications Commission) jusqu'en janvier 2021.
Nommé en janvier 2017 par Donald Trump, il est partisan de l'abrogation de la neutralité du Net aux États-Unis.

## Carrière
Né dans une famille d’immigrants indiens, Ajit Pai grandît à Parsons, une petite ville du Kansas. Il est diplômé de Harvard et de la faculté de droit de l'université de Chicago.
De 2001 à 2003, il travaille comme avocat chez Verizon.
En 2007, il commence sa carrière à la FCC en tant que conseiller juridique, chargé des questions de régulation de l’industrie du câble, des satellites et de l’Internet. En 2012, il est nommé commissaire à la FCC par Barack Obama, poste où il succède à Meredith Attwell Baker. En janvier 2017, il est nommé président de la Commission fédérale des communications (l'équivalent de l'ARCEP/CSA au niveau national français et BEREC au niveau européen) par Donald Trump pour remplacer l’investisseur et lobbyiste démocrate Tom Wheeler.

## Positionnement
Ajit Pai est l’un des plus fervents opposants aux règles de neutralité du Net. Selon lui, la fin de neutralité du Net est essentielle pour favoriser l'investissement dans les réseaux, notamment dans la 5G. Il estime que « les investissements des grands fournisseurs d'accès à Internet ont baissé de 5,6 % entre 2014 et 2015 ». Ce principe de liberté de marché pour les fournisseurs au détriment de la liberté de circulation pour les internautes est contesté par le Parti démocrate, les associations de consommateurs de même que les fournisseurs de contenu regroupés sous le lobby, l'Internet Association, qui rassemble les grands groupes Internet américains (Twitter, Amazon, Yahoo!, Google et Facebook).
Le principe de la neutralité du Net, dont les règles adoptées au début de 2015 sous la présidence de Barack Obama imposaient aux opérateurs américains de garantir l'accès à Internet comme étant un service d’utilité publique devant respecter des obligations d’ouverture et de non-discrimination.
Dès sa prise de fonction en tant que président, il a ouvertement manifesté son désaccord avec la neutralité du Net en déclarant : « Il est temps d’abroger les règles qui entravent l’investissement, l’innovation et la création d’emplois dans ce domaine. »
En juin 2018, la FCC vote la fin de la neutralité du Net aux États-Unis selon les règles de neutralité du Net classés sous le « Titre II du Communication Act ».
Ses prises de décision lui valent d'être accusé de « ruiner Internet » par les défenseurs de la liberté numérique, qui dénonce un accès inégalitaire à Internet via une discrimination financière et une censure du contenu en ligne. Il fait l'objet régulièrement d'intimidations et de menaces. En janvier 2018, son intervention au Consumer Electronics Show à Las Vegas a été annulée. Certains membres de la communauté indo-américaine dénoncent ces agissements, parmi lesquels Shekar Narasimhan, l'un des principaux stratèges démocrates et membre et dirigeant de l'Indiaspora, considérant ces menaces comme « anti-américaines » et estime que toute la négativité à l'égard de Pai est une réaction instinctive au président Donald Trump et à sa politique.